# 청자로 (강진군)
청자로(Cheongja-ro)는 전라남도 강진군 강진읍 동성리 동성사거리와 마량면 상흥리 하분교를 잇는 전라남도의 도로이다. 거의 모든 구간이 국도 제23호선에 속하며, 강진군의 문화유산인 고려청자의 역사적, 문화적 특성을 반영한 이름이다.

## 연혁
- 1981년 8월 17일 : 국도로 승격된 강진군 강진읍 동성리 ~ 장흥군 장흥읍 충렬리 66.35km 구간 개통[1]
- 2000년 4월 : 칠량우회도로(강진군 칠량면 영복리 ~ 장계리) 2.84km 구간 개통 및 기존 1.95km 구간 폐지[2]
- 2009년 7월 3일 : 2개 이상 시·군에 걸쳐 있는 광역도로로 청자로를 고시[3]

## 주요 경유지
전라남도
- 강진군 (강진읍 · 군동면 · 칠량면 · 대구면 · 마량면)

## 노선
| 이름                           | 접속 노선                           | 소재지 | 소재지             | 비고                                     |
| ------------------------------ | ----------------------------------- | ------ | ------------------ | ---------------------------------------- |
| 동성사거리                     | 보은로 향교로                       | 강진군 | 강진읍             | 국도 제23호선 구간                       |
| 목리교                         |                                     | 강진군 | 강진읍             | 국도 제23호선 구간                       |
| 군동면                         |                                     | 강진군 |                    | 국도 제23호선 구간                       |
| 목리 교차로                    | 국도 제2호선 국도 제18호선 (녹색로) | 강진군 |                    | 국도 제23호선 구간                       |
| 금사 교차로                    | 국도 제23호선 (청자로1길)           | 강진군 |                    | 국도 제23호선 구간                       |
| 삼신교                         |                                     | 강진군 |                    |                                          |
| 삼신삼거리                     | 석교로                              | 강진군 |                    |                                          |
| (이름 없음)                    | 국도 제23호선 (청자로1길)           | 강진군 | 국도 제23호선 구간 |                                          |
| 연화 교차로                    | 국도 제23호선 (청자로2길)           | 강진군 | 국도 제23호선 구간 |                                          |
| 송산 교차로                    | 국도 제23호선 (청자로2길)           | 강진군 | 칠량면             | 국도 제23호선 구간                       |
| 칠량농공단지앞 교차로          |                                     | 강진군 | 칠량면             | 국도 제23호선 구간                       |
| 칠량삼거리                     | 칠량로                              | 강진군 | 칠량면             | 국도 제23호선 구간                       |
| 칠량면소재지                   | 지방도 제827호선 (칠관로)           | 강진군 | 칠량면             | 국도 제23호선 구간                       |
| 봉황 교차로                    | 칠량옹기로                          | 강진군 | 칠량면             | 국도 제23호선 구간 장흥 방면 진출만 가능 |
| 장계교                         |                                     | 강진군 | 칠량면             | 국도 제23호선 구간                       |
| 제2장계교                      | 칠량옹기로                          | 강진군 | 칠량면             | 국도 제23호선 구간                       |
| 칠량면장계리                   | 장계로 장포길                       | 강진군 | 칠량면             | 국도 제23호선 구간                       |
| 가우도입구 교차로              |                                     | 강진군 | 대구면             | 국도 제23호선 구간                       |
| 강진도예학교                   | 지방도 제819호선 (중저길)           | 강진군 | 대구면             | 국도 제23호선 구간 지방도 제819호선 구간 |
| 미산삼거리                     | 미산길 청자촌길                     | 강진군 | 대구면             | 국도 제23호선 구간 지방도 제819호선 구간 |
| 수동교                         | 지방도 제819호선 (대대로)           | 강진군 | 대구면             | 국도 제23호선 구간 지방도 제819호선 구간 |
| 수인 교차로                    | 까막섬로                            | 강진군 | 마량면             | 국도 제23호선 구간                       |
| 마량 교차로                    | 국도 제77호선 (고금로)              | 강진군 | 마량면             | 국도 제23, 77호선 구간                   |
| 영동삼거리                     | 미항로                              | 강진군 | 마량면             | 국도 제23, 77호선 구간                   |
| 마량원포축구장 (구 원포분교장) | 원포길                              | 강진군 | 마량면             | 국도 제23, 77호선 구간                   |
| 숙마삼거리                     | 삼마로                              | 강진군 | 마량면             | 국도 제23, 77호선 구간                   |
| 하분교                         |                                     | 강진군 | 마량면             | 국도 제23, 77호선 구간                   |
| 장흥대로와 직결                |                                     |        |                    |                                          |

## 주요 건물 및 시설
- 강진장례식장 (전라남도 강진군 군동면 청자로 75-9)
- 강진군우시장 (전라남도 강진군 군동면 청자로 75-21)
- 강진도예학교 (전라남도 강진군 대구면 청자로 1335)
- 대구치안센터 (전라남도 강진군 대구면 청자로 1827)
- 강진대구중학교 (전라남도 강진군 대구면 청자로 1887)
- 대구초등학교 (전라남도 강진군 대구면 청자로 1888)